# Paraclius modestus
Paraclius modestus är en tvåvingeart som beskrevs av Octave Parent 1934. Paraclius modestus ingår i släktet Paraclius och familjen styltflugor.
Artens utbredningsområde är Costa Rica. Inga underarter finns listade i Catalogue of Life.